# Helicodictyaceae
Helicodictyaceae, porodica zelenih algi, dio reda Ulotrichales. Postoje tri roda s ukupno 14 vrsta

## Rodovi
1. Helicodictyon L.A.Whitford & G.J.Schumacher
2. Protoderma Kützing
3. Rhexinema Geitler